# الرحالة (قصبة سيدي عبد الله بن امبارك)
الرحالة هي إحدى مشيخات المملكة المغربية، تتبع جغرافيا لإقليم طاطا وإداريًا لقصبة سيدي عبد الله بن امبارك. يقدر عدد سكانها بـ 4497 نسمة حسب الإحصاء الرسمي للسكان والسكنى لسنة 2004.